# Glenn Martin, DDS
Glenn Martin, DDS este o sitcom de animație americano-canadian, creat de Eric Fogel, Alex Berger, și Michael Eisner, și produs de Tornante Animation, compania canadiană Cuppa Coffee Studios, și Rogers Communications. Spectacolul a avut premiera la data de 17 august 2009 și s-a încheiat la data de 7 noiembrie 2011 pe Nick at Nite. Glenn Martin, DDS a primit în general recenzii neutru. În România, seria s-a difuzat pe TVR 1 și MTV. 

## Producție
Serialul este creat de Eric Fogel, Alex Berger, și Michael Eisner, și produs în California și Toronto, Canada. În Iulie 2008, Michael Eisner produs un pilot de televiziune u semneze un contract cu Nickelodeon.

## Personaje/Voci
- Dr. Glenn Campbell Martin — Kevin Nealon
- Jackie Robin Martin — Catherine O'Hara
- Conor Martin — Peter Oldring
- Courtney Martin — Jackie Clarke
- Wendy Park — Judy Greer
- Canine — Unknown

## Alte Voci
- Jon Polito
- Wendie Malick
- Steve-O
- Betty White
- Phil Lamarr
- Estelle Harris
- Don Johnson
- Bret Michaels
- Howie Mandel
- Ty Burrell
- Jim Parsons
- MC Hammer
- Mel Brooks
- Billy Idol
- Jennette McCurdy
- Yeni Álvarez
- Ashley Tisdale
- Fran Drescher
- Peter Kelamis
- Fergie
- Rob Riggle
- DJ Qualls
- Patton Oswalt
- Elijah Wood
- Jimmy Kimmel
- George Takei
- Jason Alexander
- Alison Janney
- Johnathan Frakes
- John Corbett
- Mike O'Malley
- Kristen Bell
- Rob Corddry
- Bryan Cranston
- Gabourey Sidibe
- Ellen Page

## Lista episoadelor

### Sezonul 1 (2009-2010)
| N/o | Titlu                        | Premiera           |
| --- | ---------------------------- | ------------------ |
| 1   | Save the Tooth               | 19 august 2009     |
| 2   | Amish Angusish               | 17 august 2009     |
| 3   | Pimp My RV                   | 20 august 2009     |
| 4   | Fatal Direction              | 28 septembrie 2009 |
| 5   | Halloween Hangover           | 26 octombrie 2009  |
| 6   | We've Created a Monster      | 24 august 2009     |
| 7   | From Here to Fraternity      | 31 august 2009     |
| 8   | Korea Opportunities          | 14 septembrie 2009 |
| 9   | The Grossest Show on Earth   | 18 august 2009     |
| 10  | A Bromantic Getaway          | 25 august 2009     |
| 11  | Miami Spice                  | 19 octombrie 2009  |
| 12  | Deck the Malls               | 29 noiembrie 2009  |
| 13  | Little Miss Backstabber      | 12 octombrie 2009  |
| 14  | Mom Dated That Guy           | 9 noiembrie 2009   |
| 15  | Hail to the Teeth            | 15 februarie 2010  |
| 16  | Roller Derby                 | 12 aprilie 2010    |
| 17  | Jackie of All Trades         | 7 mai 2010         |
| 18  | Vegas Strip                  | 8 martie 2010      |
| 19  | Funshine, USA                | 21 mai 2010        |
| 20  | The Tooth Shall Set You Free | 25 ianuarie 2010   |

### Sezonul 2 (2010-2011)
| N/o | Titlu                                       | Premiera           |
| --- | ------------------------------------------- | ------------------ |
| 21  | Heist                                       | 7 noiembrie 2011   |
| 22  | Footlooseball                               | 2 iulie 2010       |
| 23  | Dog Show                                    | 18 iunie 2010      |
| 24  | Bust 'Em Up                                 | 11 iunie 2010      |
| 25  | Jackie's Get-Witch-Quick Scheme             | 9 iulie 2010       |
| 26  | Tooth Fairy                                 | 30 iulie 2010      |
| 27  | Camp                                        | 23 decembrie 2010  |
| 28  | Camp                                        | 23 decembrie 2010  |
| 29  | Fashion Show                                | 10 septembrie 2010 |
| 30  | Step-Brother                                | 17 septembrie 2010 |
| 31  | GlennHog Day                                | 4 februarie 2011   |
| 32  | Life Swap                                   | 15 octombrie 2010  |
| 33  | Courtney's Pony                             | 20 decembrie 2010  |
| 34  | Volunteers                                  | 22 decembrie 2010  |
| 35  | A Very Martin Christmas                     | 3 decembrie 2010   |
| 36  | Glenn and the Art of Motorcycle Maintenance | 18 februarie 2011  |
| 37  | Dad News Bears                              | 21 decembrie 2010  |
| 38  | Windfall                                    | 8 mai 2011         |
| 39  | Videogame Wizard                            | 8 august 2011      |
| 40  | Date With Destiny                           | 22 august 2011     |

## Televiziuni care transmit serialul
| Țară                 | Canal(e)                             |
| -------------------- | ------------------------------------ |
| SUA                  | Nick at Nite                         |
| Canada               | City TV                              |
| Chile                | The Film Zone                        |
| Columbia             | The Film Zone                        |
| Honduras             | The Film Zone                        |
| Peru                 | The Film Zone                        |
| Panama               | The Film Zone                        |
| Uruguay              | The Film Zone                        |
| Venezuela            | The Film Zone                        |
| Republica Dominicană | The Film Zone                        |
| Argentina            | The Film Zone                        |
| Brazilia             | TBS                                  |
| Australia            | Fox8                                 |
| Regatul Unit         | Sky 1                                |
| Irlanda              | Sky 1                                |
| Italia               | Sky Uno                              |
| Africa de Sud        | FX                                   |
| Rusia                | 2x2                                  |
| Mexic                | Canal 5, TBS, Gala TV, The Film Zone |
| El Salvador          | TBS                                  |
| România              | MTV, TVR1                            |